# James Turrell
James Archie Turrell (Pasadena (Los Ángeles), 6 de mayo de 1943) es un artista estadounidense que trabaja principalmente con la luz y el espacio enclavado dentro del Land Art.

## Biografía
Nació en Pasadena, en el estado de California, hijo de Archibald Milton Turrell, un ingeniero aeronáutico, y Margaret Hodges Turrell, una médica que trabajó en los Peace Corps. Turrell acabó la enseñanza secundaria el 1961 en el Pasadena High School y continuó estudiando psicología experimental en el Pomona College de Claremont, licenciándose en 1965. Interesado por el arte, se matriculó en un máster en artes en la Universidad de California en Irvine, pero sus estudios se vieron interrumpidos en 1966, cuando fue arrestado por instruir hombres jóvenes para que no se alistasen para ir a Vietnam durante la guerra, lo cual le supuso un año en la prisión.
En 1973 se sacó el máster en artes en la Claremont Graduate School. Después de su primera obra de luz llamada Afrum (White), producida en 1966, en la cual se proyectaba la luz en un rincón de una sala, formando un cubo tridimensional flotante iluminado, montó un estudio propio en el antiguo hotel Mendota de Ocean Park en Los Ángeles.

## Influencias
James Turrell empezó a utilizar la luz como primera materia de sus creaciones a mediados de la década de los sesenta, cuando, junto con otros artistas del sur del estado de California, se debatía la consideración que la obra de arte, más que no un simple objeto, podía ser también una experiencia alrededor de la percepción visual.
Influido por los miembros de este movimiento artístico, denominado Light and Space, tanto por los aspectos metafísicos del suprematismo de Kazimir Malévich o El Lissitzky, como por la intención de Piet Mondrian y Theo van Doesburg de crear un lenguaje artístico que fuera universal, James Turrell empezó sus investigaciones sobre el poder de la luz durante sus estudios universitarios. Tomó la luz y el espacio donde esta se manifiesta como materia exclusiva de creación y empezó a experimentar sobre las sensaciones que la luz es capaz de provocar en función de los grados de intensidad.

## Estilo
Trabaja a partir de las posibilidades de la luz, artificial o natural, como una realidad física con entidad corpórea. Con su obra el espectador toma conciencia de su propia percepción, a través del desplazamiento por los espacios iluminados de las instalaciones del artista. Realiza sus trabajos en espacios cerrados, tanto en los mismos espacios expositivos, como la misma naturaleza.
A medida que pasa el tiempo, los proyectos de luz de James Turrell se han vuelto más complejos de concepción y más precisos en la construcción. Ya no se trata solo de manipular la fuente de luz, sino también de intervenir sobre los espacios donde se tendrán que experimentar. Por lo tanto, se centra en la arquitectura del espacio y en la posibilidad de manipularlo ópticamente a través de la luz que se despliega adentro. Son ejemplos las series Shallow-Space-Constructions (1968), Wedgeworks (1969) o Veils (1974). A diferencia de la tridimensionalidad sugerida en sus primeras obras, aquí el espacio real y tridimensional se convierte en un espacio bidimensional. Es un efecto de reducción de profundidad espacial que, en lugar de hacer pensar al espectador que está en el interior de una sala, produce la sensación de estar contemplando alguna pintura de Mark Rothko o Barnett Newman.
A partir de los años 80 del siglo XX Turrell también se interesa por la oscuridad y por los niveles más ínfimos de la percepción de la luz. De estas investigaciones surgen una serie de obras en las cuales el observador (uno solo cada vez) llega a dudar incluso de la autenticidad real de su percepción visual: Dark Spaces (Pléyades, 1983), las Operating Rooms (Alien Exam, 1989), las Perceptual Cells (Close Callo, 1992) o las Soft Cells (Solitary, 1992).
La obra de Land Art por la cual es más conocido, y que empezó a desarrollar en 1979, es Roden Crater. Turrell compró un cráter de cono volcánico natural, situado en las afueras de Flagstaff, Arizona, y lo ha ido transformando en un espacio de interacción con el sol, la luna y las estrellas mediante las diversas variaciones de la luz que estos cuerpos emiten.

## Obra
El trabajo de Turrell está representado en numerosas colecciones públicas, como la Tate Modern de Londres, el Museo de Arte Contemporáneo de Massachusetts, el LACMA de Los Ángeles; el Museo Solomon R. Guggenheim de Nueva York, la Galería de Arte Henry de Seattle, el Centro de Arte Walker en Minneapolis, el Museo de Young en San Francisco, el Museo de Arte de Indianápolis, el Museo de Israel en Jerusalén, el Museo de Arte Spencer, Lawrence, Kansas, el Museo Magasin III de Arte Contemporáneo en Estocolmo, el Museo Hansol en Wonju, o el Museo Nacional de Arte de Gales, en Cardiff. En España se cuenta con obra en el MACBA de Barcelona, en la Fundación Montenmedio Contemporanéa de Cádiz y en el IVAM de Valencia. En Japón las obras de Turrell se encuentran en las colecciones de varios museos, incluido el Museo de Arte Contemporáneo del Siglo XXI, en Kanazawa y el Museo de Arte Chichu en Benesse Art-Site en Naoshima, Kagawa. Como parte del Proyecto Casa de Arte del Museo de Arte de Chichu, el arquitecto Tadao Ando diseñó un edificio llamado Minamidera ("Templo del Sur") para albergar una obra de privación sensorial de Turrell, Backside of the Moon (1999). En Corea del Sur, en el interior del museo San, en la isla de Jeju, también diseñado por Tadao Ando, se puede contemplar otra obra de Turrell de manera permanente. En ([México]), el skypace “Espíritu de luz”, ubicada en el Parque Central del Tec de Monterrey, campus Monterrey.
En Salta, Argentina, existe el único museo dedicado exclusivamente a su obra y está ubicado en la Bodega Colomé perteneciente a la familia de Donald M. Hess.